# زنبق دورنگ
زنبق دورنگ (نام علمی: Iris fosterana) یکی از گونه‌های سردهٔ زنبق است. ارتفاع گیاه ۱۵ سانتی‌متر است. ترکیب نامعقول رنگ گل آویزهای به رنگ زرد با حاشیهٔ سفید و درفش‌های بنفش خمیده با هیچیک از گونه‌های دیگر اشتباه نمی‌شود. آویزها در حدود ۴ سانتی‌متر و درفش‌ها در حدود ۲ و نیم طول دارند. برخلاف سایر زنبق‌های گروه Juno به صورت توده‌ای انبوه روئیده و ربشه‌های واقع در قاعده پیاز آن خیلی باریک است. این گونه در استپهای خشک و در ارتفاع ۷۰۰ تا ۲۰۰۰ متری گرگان و خراسان دیده می‌شود. فصل گلدهی اسفند تا فروردین است.